# ديك كوهن
ديك كوهن (بالإنجليزية: Dick Cohen)‏ هو محامي وسياسي أمريكي، ولد في 10 ديسمبر 1949 في سانت بول في الولايات المتحدة. حزبياً، نشط في حزب العمال المزارعين الديمقراطيين في مينيسوتا والحزب الديمقراطي. وقد انتخب عضو مجلس ولاية مينيسوتا وانتخب عضو مجلس نواب مينيسوتا.

## وصلات خارجية
- الموقع الرسمي